# 2021-es olasz labdarúgókupa-döntő
A 2021-es olasz labdarúgókupa-döntő a 74. döntő volt a Coppa Italia történetében. Helyszíne a Reggio Emiliai Citta del Tricolor volt, ahol az Atalanta és a Juventus mérkőztek meg a kupagyőzelemért. A győztes jogot szerzett a 2021–2022-es Európa-liga sorozatban való indulásra és a 2021-es olasz Szuperkupán való részvételre. A Juventus 2–1-re nyert és ezzel 14. alkalommal hódította el a kupát.

## Út a döntőbe
| Atalanta     | Atalanta                             | Forduló                          | Juventus       | Juventus                             |
| ------------ | ------------------------------------ | -------------------------------- | -------------- | ------------------------------------ |
| Ellenfél     | Végeredmény                          | 2020–2021-es olasz labdarúgókupa | Ellenfél       | Végeredmény                          |
| Cagliari (H) | 3–1                                  | A legjobb nyolc közé jutásért    | Genoa (H)      | 3–2 (hu)                             |
| Lazio (H)    | 3–2                                  | Negyeddöntő                      | SPAL (H)       | 4–0                                  |
| Napoli       | 0–0 (V), 3–1 (H) (3–1 összesítésben) | Elődöntő                         | Internazionale | 2–1 (V), 0–0 (H) (2–1 összesítésben) |

## A mérkőzés
| 2021. május 19. 21:00 |

| Atalanta         | 1–2               | Juventus                  |
| ---------------- | ----------------- | ------------------------- |
| Malinovszkij 41' | (1–1) Jegyzőkönyv | Kulusevski 31' Chiesa 73' |

| Citta del Tricolor, Reggio Emilia Nézőszám: 4300 Játékvezető: Davide Massa |

| Atalanta | Juventus |

| GK                   | 95 | Pierluigi Gollini    |     |     |
| CB                   | 2  | Rafael Tolói         | 88′ | 77' |
| CB                   | 17 | Cristian Romero      | 78' |     |
| CB                   | 6  | José Luis Palomino   |     |     |
| RM                   | 33 | Hans Hateboer        |     | 76' |
| CM                   | 11 | Remo Freuler         | 85' |     |
| CM                   | 15 | Marten de Roon       | 88' |     |
| LM                   | 8  | Robin Gosens         |     | 83' |
| RW                   | 18 | Ruszlan Malinovszkij | 36' | 68' |
| LW                   | 32 | Matteo Pessina       |     | 68' |
| CF                   | 91 | Duván Zapata         |     |     |
| Cserék:              |    |                      |     |     |
| GK                   | 31 | Francesco Rossi      |     |     |
| GK                   | 57 | Marco Sportiello     |     |     |
| DF                   | 3  | Joakim Mæhle         |     |     |
| DF                   | 4  | Boško Šutalo         |     |     |
| DF                   | 13 | Mattia Caldara       |     |     |
| DF                   | 19 | Berat Djimsiti       |     | 77' |
| DF                   | 40 | Matteo Ruggeri       |     |     |
| MF                   | 59 | Alekszej Mirancsuk   |     | 83' |
| MF                   | 88 | Mario Pašalić        |     | 68' |
| FW                   | 7  | Sam Lammers          |     |     |
| FW                   | 9  | Luis Muriel          |     | 68' |
| FW                   | 72 | Josip Iličić         | 89' | 76' |
| Vezetőedző:          |    |                      |     |     |
| Gian Piero Gasperini |    |                      |     |     |

| GK           | 77 | Gianluigi Buffon      |     |     |
| RB           | 16 | Juan Cuadrado         |     |     |
| CB           | 4  | Matthijs de Ligt      | 40' |     |
| CB           | 3  | Giorgio Chiellini     | 27' |     |
| LB           | 13 | Danilo                |     |     |
| RM           | 14 | Weston McKennie       |     |     |
| CM           | 30 | Rodrigo Bentancur     |     |     |
| CM           | 25 | Adrien Rabiot         |     |     |
| LM           | 22 | Federico Chiesa       |     | 74' |
| CF           | 44 | Dejan Kulusevski      |     | 83' |
| CF           | 7  | Cristiano Ronaldo     |     |     |
| Cserék:      |    |                       |     |     |
| GK           | 1  | Wojciech Szczęsny     |     |     |
| GK           | 31 | Carlo Pinsoglio       |     |     |
| DF           | 19 | Leonardo Bonucci      |     | 83' |
| DF           | 28 | Merih Demiral         |     |     |
| DF           | 38 | Gianluca Frabotta     |     |     |
| MF           | 5  | Arthur                |     |     |
| MF           | 8  | Aaron Ramsey          |     |     |
| MF           | 33 | Federico Bernardeschi |     |     |
| FW           | 9  | Álvaro Morata         |     |     |
| FW           | 10 | Paulo Dybala          |     | 74' |
| Vezetőedző:  |    |                       |     |     |
| Andrea Pirlo |    |                       |     |     |

| A mérkőzés embere: Federico Chiesa (Juventus) Asszisztensek: Matteo Passeri Alessandro Costanzo Negyedik játékvezető: Marco Di Bello Videobíró: Paolo Valeri Video játékvezető asszisztens: Mauro Vivenzi | Meccsszabályok - 90 perc játékidő. - Döntetlen esetén 30 perc hosszabbítás. - Ezt követően büntetőrúgások következnek, ha továbbra sincs döntés. - Tizenkettő cserejátékos nevezhető. - Maximum öt cserelehetőség, hosszabbítás esetén hat. |